# گرایندر

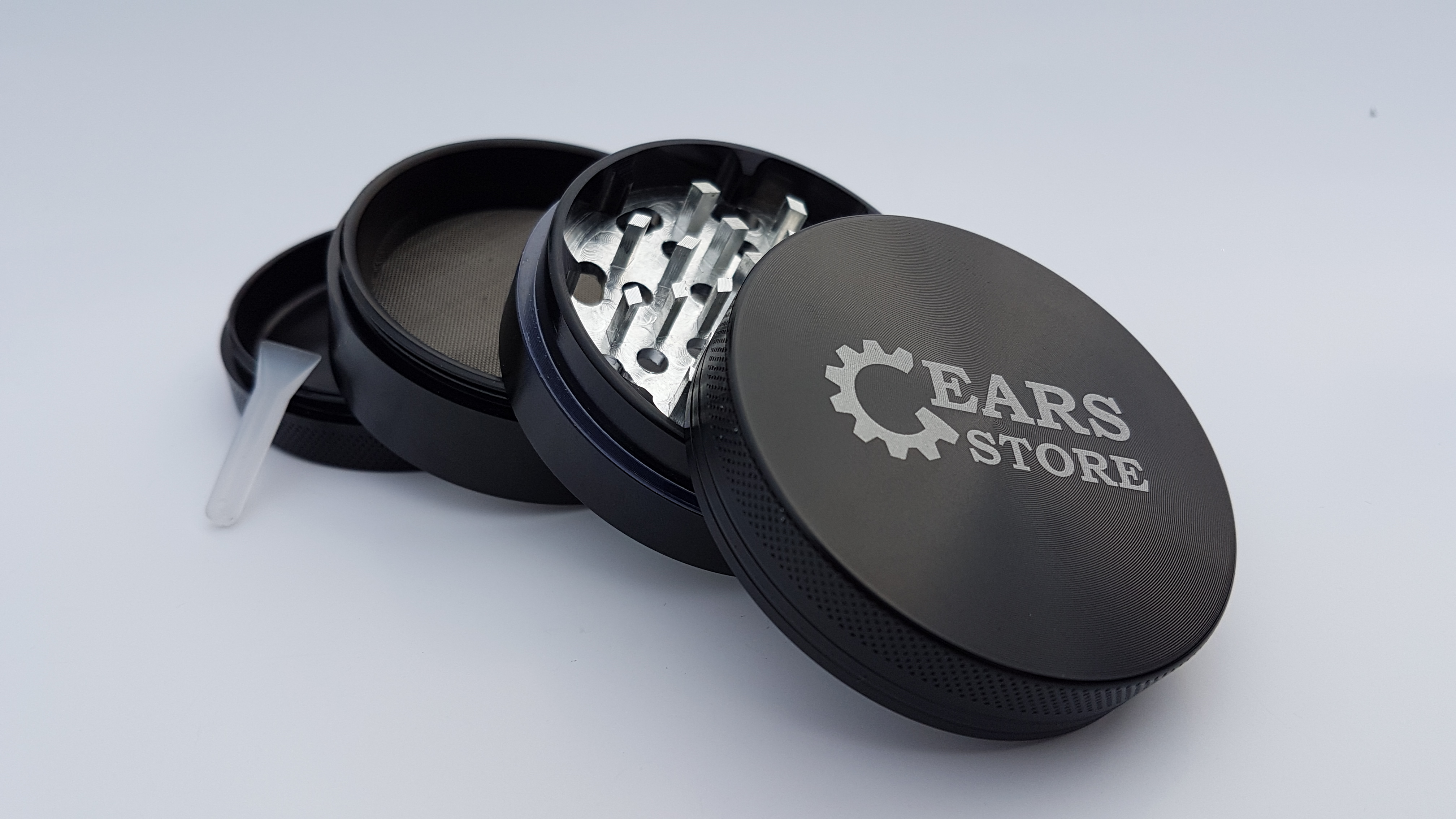
یک اِرب گرایندر (Herb grinder) متشکل از چهار قسمت که برای خرد کردن ماری‌جوآنا کاربرد دارد.

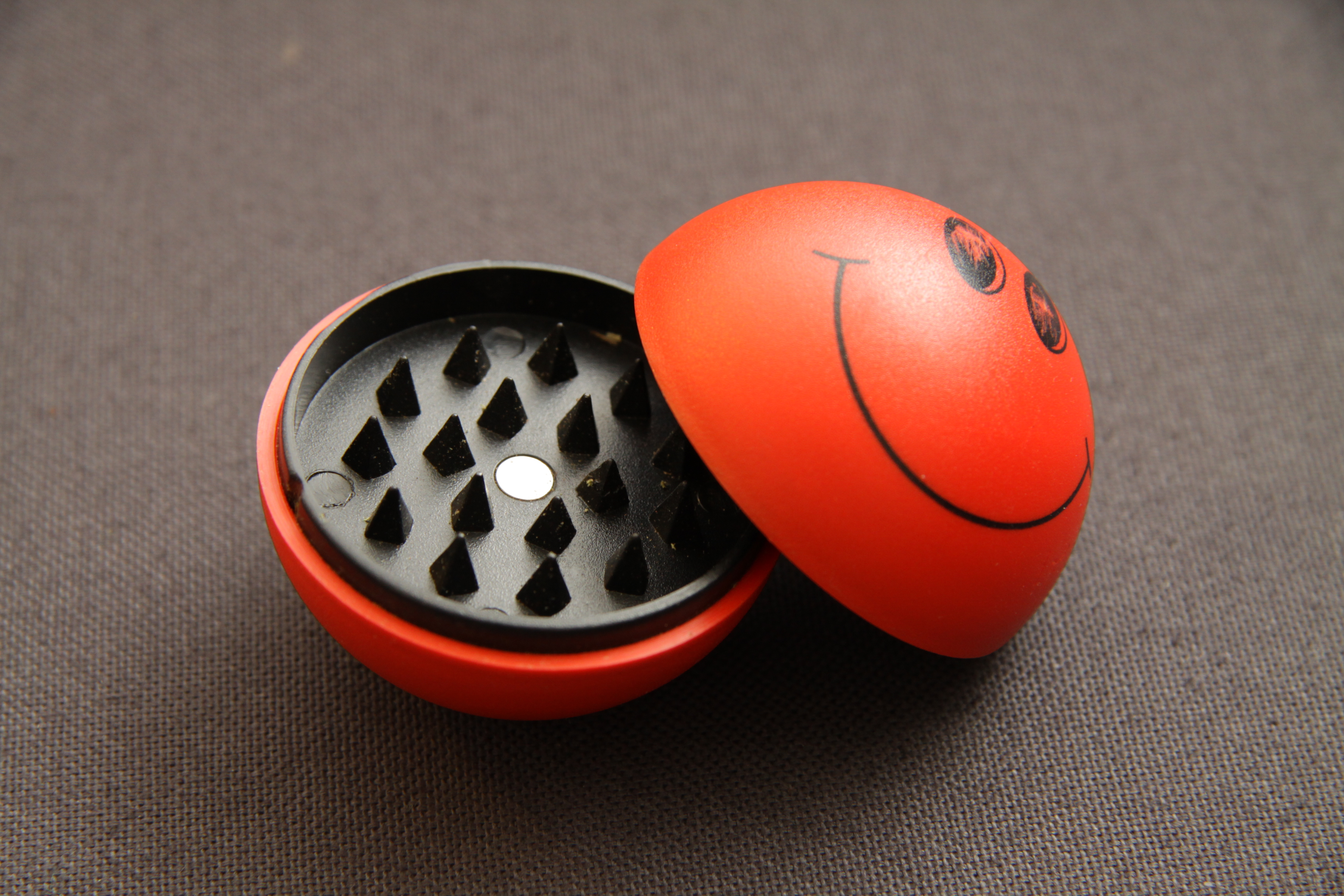
یک گرایندر برای تنباکو

گرایندر (به انگلیسی: Grinder) ابرازی برای خُرد کردن انواع ماری‌جوآنا یا تنباکو استفاده می شود.